# 朝銀西信用組合

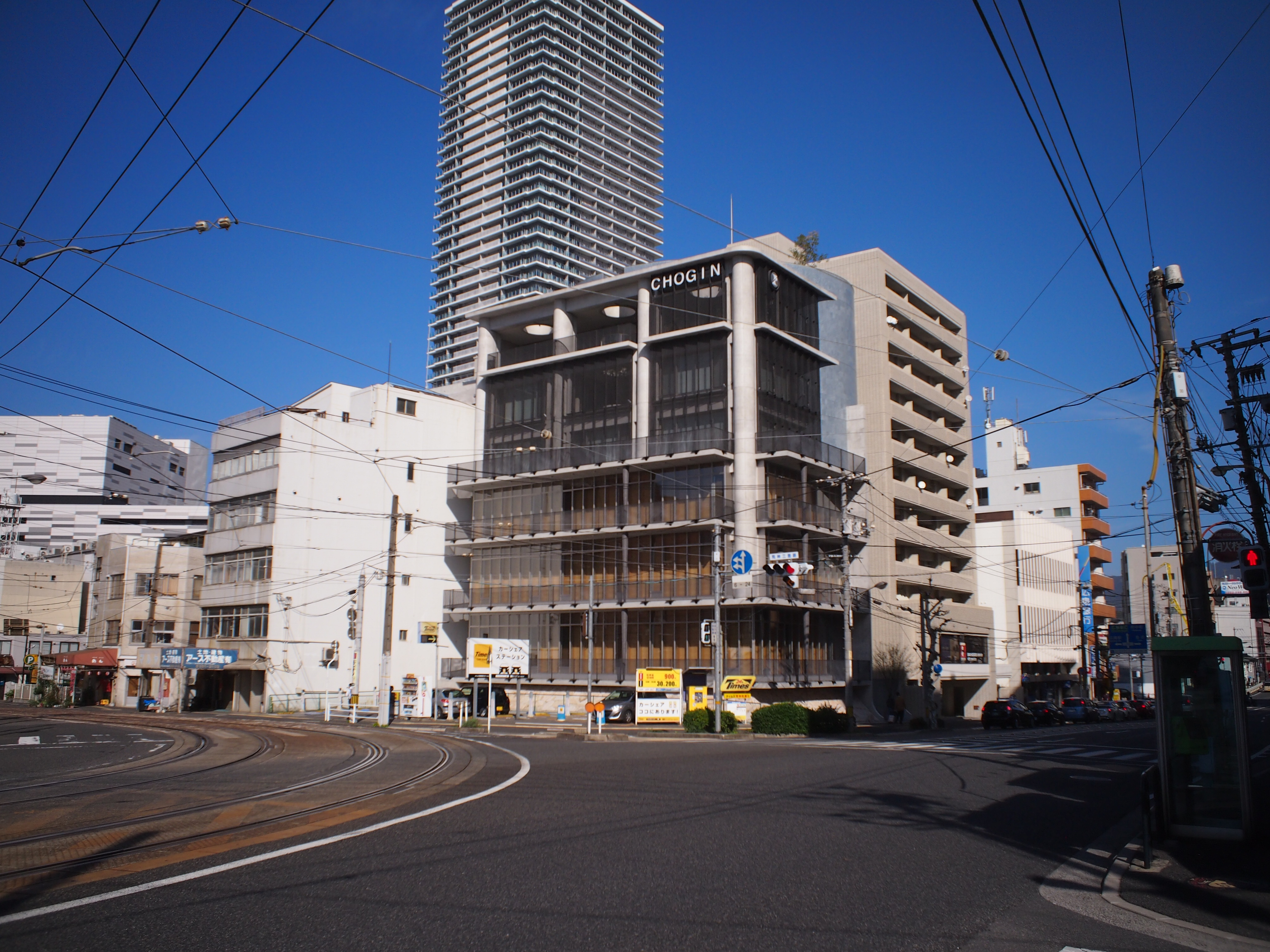
朝銀西信用組合本部（広島市）

朝銀西信用組合（ちょうぎんにししんようくみあい）は、岡山県岡山市北区に本店を置く日本の信用組合。本部は広島県広島市南区に置く。在日朝鮮人系。
日本の信用組合中、「朝銀」の冠の付く名称では唯一現存する。

## 沿革
- 1962年7月20日 - 「岡山中央信用組合」として設立。
- 1974年5月7日 - 名称を「朝銀岡山信用組合」（第1期）に改称。
- 1975年9月29日 - 本店を現在地に新築移転。
- 1976年9月1日 - 「岡山朝鮮信用組合」に改称。
- 1988年6月1日 - 名称を「朝銀岡山信用組合」（第2期）に戻す。
- 1999年10月12日 - 朝銀香川（統一金融機関コード2722）・朝銀愛媛（2732）・朝銀佐賀（2809）・朝銀大分（2872）の4信組と合併して「朝銀西信用組合」となる。（この結果愛媛県に本店を置く信用組合は消滅[2]）
- 2001年11月26日 - 経営破綻した、朝銀福岡（2754）・朝銀山口（2706）・朝銀広島（2683）・朝銀島根（2664）・朝銀長崎（2835）の5信組の事業を譲り受ける。
- 2002年9月9日 - 長崎支店（旧：朝銀長崎信用組合本店）を廃止（佐賀支店へ統合）し、長崎県から店舗がなくなる。
- 2004年7月19日 - 本部組織を岡山市の本店から広島市の広島支店内に移転。
- 2004年11月22日 - 島根支店（旧：朝銀島根信用組合本店）を廃止（広島支店へ統合）し、島根県から店舗がなくなる。
- 2005年2月14日 - インターネット・モバイルバンキング開始。
- 2018年6月29日 - 営業区域に鳥取県と熊本県を加える[3]。
- 2021年10月4日 - 熊本支店を開設[4]。
- 2023年10月10日 - 山口支店を移転し新山口支店とする。宇部支店を新山口支店に統合する[5]。

## 事業区域
- 岡山県・香川県・愛媛県・大分県・佐賀県・福岡県・山口県・広島県・島根県・長崎県・鳥取県・熊本県全域